# Cop d'estat a Turquia de 1980
El 12 setembre de 1980, l'exèrcit turc, amb el seu general Kenan Evren al capdavant, va dur a terme cop d'estat i instaurà un règim militar que es mantingué fins al 1983 quan tingueren lloc les eleccions legislatives en les que el partit més votat fou el Partit de la Mare Pàtria, considerat com a successor del Partit de la Justícia de Süleyman Demirel. Fou el tercer cop d'estat dut a terme per part de l'exèrcit turc, després dels de 1960 i 1971.

## Antecedents
El cop d'estat es va produir en resposta a un context econòmic i sociopolític molt complex.

### Context econòmic
Turquia coneix al final de la dècada del 1970 una greu crisi econòmica causada en gran part per l'estratègia d'industrialització per substitució de les importacions (ISI) aplicada de 1960 a 1980. Aquesta política va portar a un endeutament major de la república turca que depenia dels béns d'equips estrangers. Però el dèficit exterior ja no permetia importar aquests béns d'equips i la indústria turca només treballava en 1980 a un 50% de les seves capacitats. L'atur superava els 20%i la inflació ateny els 100% aquest mateix any mentre la taxa de creixement esdevé negativa. En l'aspecte exterior, es fa cada vegada més difícil manllevar sobre el mercat mundial i els aliats occidentals de Turquia triguen a acordar una assistència financera, ja que exigeixen l'adopció de les mesures d'austeritat preconitzades per l'FMI.

### Context polític
Turquia coneix entre 1970 i 1980 onze governs diferents. Això pot ser imputat al sistema proporcional i un paisatge polític molt fragmentat, unit a una polarització ideològica augmentada entre els partits i on, doncs, no és factible per als dos partits majors (Partit de la Justícia a la dreta i Partit Republicà del Poble a l'esquerra) de formar grans coalicions o almenys cooperar.

### Context social i polític
Turquia és a la vora de la guerra civil. Les confrontacions entre els grups d'estudiants d'extrema esquerra i d'extrema dreta es multipliquen i esdevenen cada cop més violentes. Els sindicats es reforcen considerablement i les vagues són cada vegada més nombroses (a títol indicatiu: 22 el 1973, 227 el 1980).
Grups clandestins d'esquerra i de dreta que havien precipitat el cop d'estat de 1971 ressorgeixen i comencen a cometre actes de violència, sabotatge, assalts armats, pillatge i homicidis, incloent la contraguerrilla, nom de la branca turca de l'Operació Gladio, es va relacionar amb la massacre de la plaça de Taksim, el 1977 a Istanbul, i també amb el cop militar de 1980. Enfront d'aquest caos i aquests actes terroristes, les forces de seguretat, mal equipades i poc entrenades, i igualment dividides entre associacions de dreta o d'esquerra, es mostren ineficaces per administrar la situació. Els procediments judicials són, de més, extremadament llargs.
Tots aquests elements, analitzats en el seu conjunt, demostren que l'autoritat de l'Estat es troba en declivi, ja que es revela incapaç de controlar ni la crisi econòmica, ni els moviments socials, ni sobretot el terrorisme.
L'alta jerarquia militar que percep l'evolució del país com a «explosiva» decideix extirpar la subversió del cos social i posar fi a aquesta guerra civil devastadora per tots els mitjans. El cop d'estat és planificat des de fa temps, ja que, el 27 de febrer de 1980, una carta d'advertència és enviada al govern per prevenir-lo que si la situació no es posés ràpidament en ordre, els militars estarien obligats a actuar.

## Cop d'Estat
El 12 de setembre de 1980, l'exèrcit s'apodera del poder mitjançant un cop d'estat. El govern és deposat, l'Assemblea nacional dissolta i totes les activitats polítiques prohibides.
És per un comunicat del general Kenan Evren, difós a la ràdio i la televisió, que Turquia s'assabenta de la nova intervenció militar :
| «             | En virtut de la llei de servei intern de l'exèrcit, que li atorga la missió de salvaguardar la República turca, les forces armades turques han pres el poder aquest matí a les 5 hores, per preservar la integritat territorial i la unitat nacional, aturar l'amenaça d'una guerra civil fratricida, restaurar l'autoritat de l'Estat, així com per fer desaparèixer tots els obstacles que impedeixen el bon funcionament de la democràcia. Les forces armades turques demanen al país de tenir confiança en el seu exèrcit, sorgit del sí la mateixa societat turca. | » |
| — Kenan Evren | |   |

Al final del comunicat, el cap d'estat major demana igualment als membres de les forces armades de respectar la jerarquia militar, de comportar-se com a patriotes disciplinats i de lluitar activament contra l'anarquia, les intrigues separatistes, el terror, però també contra els ideals comunistes i feixistes per defensar els principis d'Atatürk.

La breu justificació davant el Secretari General del Consell d'Europa el 12 de setembre de 1980 precisa que els motius del cop d'estat són : 
| « | les greus amenaces que pesen sobre la pau interior, la paràlisi total del règim democràtic, la situació que posava en perill els drets i les llibertats fonamentals al país. | » |

Les motivacions del general Evren i de l'Exèrcit no són contràries a les seves justificacions, però s'hi poden afegir alguns elements al seu discurs com a factor explicatiu.
Primer de tot, l'alt comandament temia que, si continuava mostrant-se passiu en la situació de 1980, les baralles polítiques es poguessin propagar també al si de l'Exèrcit i esmicolar l'últim bastió de la República. Hi havia llavors el temor de repetir els errors del primer cop d'estat i de veure oficials de grau inferior rebel·lar-se i executar el cop en lloc de l'alt comandament, com va ser el cas de 1960.
Alguns autors afegeixen l'interès personal entre les motivacions, ja que el general Evren es va fer escollir President de la República, sota la nova constitució de 1982, però no sembla que els interessos personals en el sentit estricte del terme hagin pogut tenir un paper preponderant en les seves motivacions. Seria en qualsevol cas una gran exageració només de pensar que hagués organitzat aquest cop d'estat només per realitzar les seves ambicions.
La motivació principal seria doncs una manca de confiança en l'habilitat del règim democràtic per contenir el terrorisme. Calia un Estat fort per fer front a aquests problemes i la manca de diners acoblada a la forta politització de tot el sistema havia tornat ineptes les forces de seguretat i havia conduït la burocràcia civil a treballar de manera adequada. Afegim a això una multitud de governs inestables i dos partits que ni tan sols de cara a tal guerra civil no havien estat capaços de cooperar. Tot això va motivar el cop d'estat.
L'últim element necessari al cop d'estat era que la seva acció semblés legítima davant la major part possible de la societat. Per aquesta raó, els autors van esperar el moment en què això semblava inevitable als seus ulls. Desitjaven que el poble pogués acceptar fins i tot acollir amb favor el cop d'estat. El fet que el poble percebés l'exèrcit (i que ell mateix es percebés així) com l'últim guardià de l'Estat va ajudar en aquesta recerca de legitimitat. Estaven també a l'escolta d'altres actors: la premsa, els homes de negocis, els sindicats i fins i tot certs Estats estrangers van donar suport directament o indirecta al cop d'estat o almenys no van discutir la legitimitat de la intervenció.

## Conseqüències
Durant els tres anys següents, les Forces Armades de Turquia van governar el país a través del Consell de Seguretat Nacional encapçalat per Kenan Evren. El balanç de tres anys de règim militar son 650.000 detencions, més de 500 condemnes a mort de les quals 50 són executades, 1.683.000 persones fitxades, 30.000 exiliats, prop de 24.000 fundacions suspeses, tots els partits polítics dissolts, la majoria dels grans diaris colpits per la censura, 139 tones de diaris destruïts) i prop de 4.000 mestres, 50 jutges i 9.400 funcionaris jubilats de manera forçada. Aquest balanç sembla demostrar, que més enllà de la lluita contra l'anarquia, la junta intentava al mateix temps transformar la societat i l'Estat amb l'objectiu de crear una societat més disciplinada i jerarquitzada : això passava per reglamentacions més constrenyedores sobre la indumentària dels funcionaris i la refundació profunda de l'ensenyament però sobretot per l'adopció de la nova Constitució de 1982.
Aquest període va veure una intensificació del nacionalisme turc de l'estat, inclosa la prohibició de la llengua kurda. Molts dels que parlaven, publicaven o cantaven en kurd van ser detinguts i empresonats. El PKK es va crear com a part del creixent descontent per la repressió dels kurds de Turquia, en un esforç per establir drets lingüístics, culturals i polítics per a la minoria kurda.
Turquia va tornar parcialment a la democràcia amb les eleccions legislatives turques de 1983 i totalment amb les eleccions legislatives turques de 1989.

## Reaccions internacionals

### Els Estats Units d'Amèrica
Via el portaveu del Departament d'Estat, John Trattner, els Estats Units van declarar que no es detindria l'ajuda militar i financera proveïda a Turquia i que es creien la junta militar en la seva promesa de restablir la democràcia. Van afegir entre altres coses que la tasca de sanejament i d'estabilització havia esdevingut necessària a Turquia.

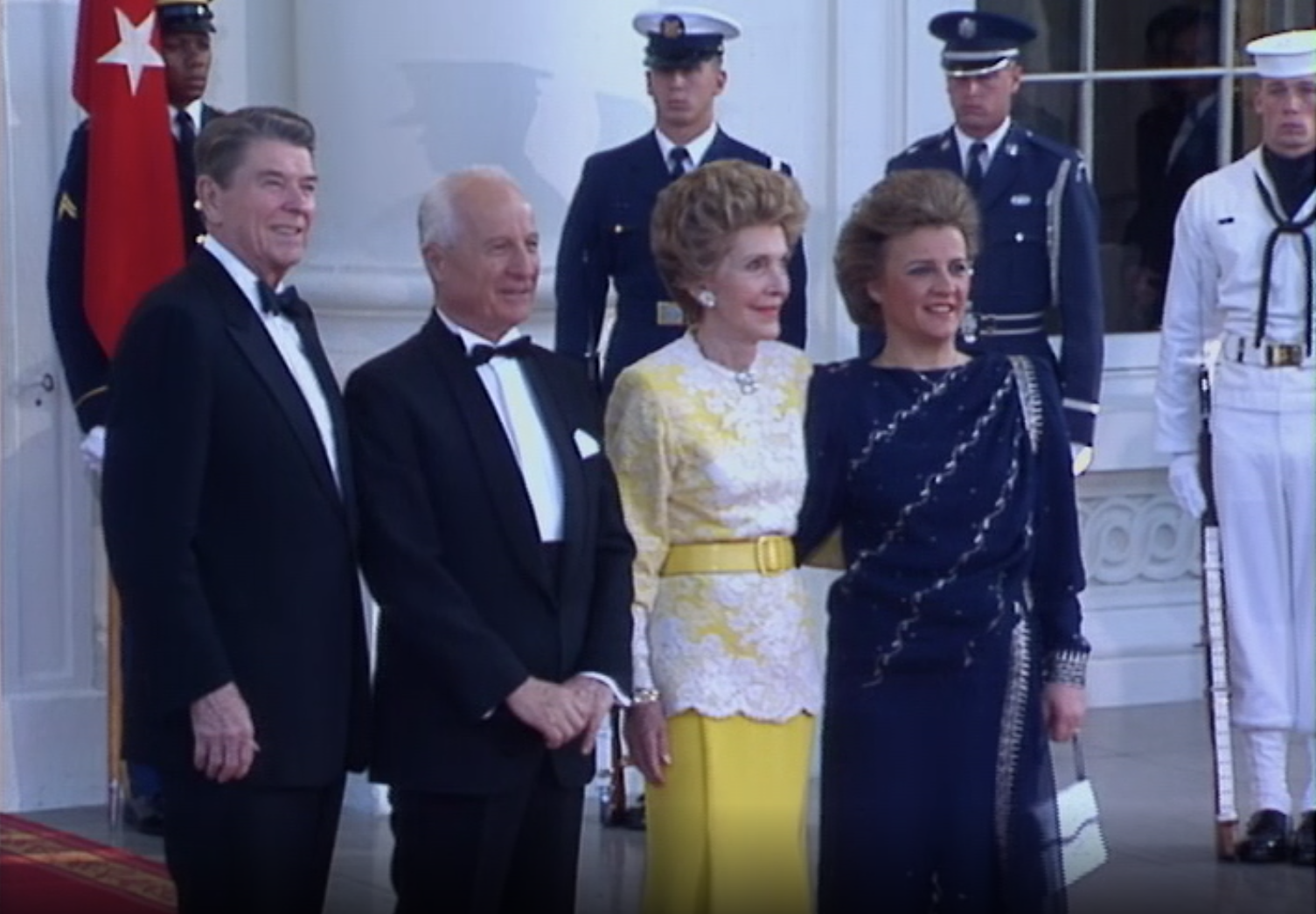
Kenan Evren i Ronald Reagan

Per comprendre aquesta postura, cal situar el cop d'estat en el seu context internacional i geopolític : Turquia el 1980 és de la més alta importància per als Estats Units i l'OTAN a causa del lloc geogràfic estratègic que manté, sobretot després dels esdeveniments de 1979 : la revolució iraniana i la invasió soviètica a l'Afganistan. Turquia comparteix en efecte fronteres amb l'Iran, l'Iraq, Síria, l'Unió de Repúbliques Socialistes Soviètiques (URSS) i Bulgària. Té una situació privilegiada sobre la mar Negra (Estrets turcs) i es troba prop del Golf Pèrsic.
Amb la fi de la distensió per causa de la intervenció de l'URSS a l'Afganistan i la pèrdua del seu aliat a l'Iran on els Estats Units tenien bases militars, Turquia és la peça mestra en l'estratègia atlàntica i americana : els americans hi han emmagatzemat centenars de caps nuclears, és l'indret des d'on l'OTAN vigila tota activitat d'armes o de míssils a l'URSS però és, de més, anomenada la «gran orella» de l'aliança atlàntica per les seves instal·lacions d'escoltes. La importància de la relació americano-turque s'havia fet ja pressentir amb la signatura del «Defence and Economic Cooperation Agreement» (DECA) signat en marça de 1980 entre Turquia i els Estats Units. A més, Turquia és el tercer, després d'Israel i Egipte, més gran beneficiari de l'assistència militar americana.
Donar suport a Turquia va doncs en el sentit de la lògica bipolar de la Guerra Freda, en la continuïtat de la doctrina Truman que sosté militarment i financera tot Estat que s'oposa a les pressions soviètiques però allò va també al sentit de la doctrina Carter proclamada el gener de 1980 que precisa que els Estats Units usarien la força militar per defensar els seus interessos nacionals al Golf Pèrsic. Tenir un aliat prop d'aquesta regió és de tota evidència un trumfo.

### República Federal d'Alemanya
El canceller Helmut Schmidt declara que la República Federal continuarà la seva ajuda a Turquia, ja que el seu poble en necessita però espera un restabliment ràpid de la situació.

### França
Un portaveu del Quai d'Orsay declara el dilluns 13 setembre que França pren nota de les garanties donades pel règim a propòsit de la tornada a la democràcia i afegeix que desitjava un restabliment ràpid de la democràcia conforme a la seva pertinença al Consell d'Europa i a l'aliança atlàntica així com a la seva associació a la Comunitat europea.

### Suècia i Dinamarca
Aquests països han estat els més crítics de tots els països occidentals, ja que estan fermament oposats a tot atemptat contra la democràcia. Dinamarca declara fins i tot que els lliuraments d'armes amb destinació a Turquia serien suspesos immediatament.

### URSS
En les seves declaracions oficials, l'URSS evita tota crítica i fomenta fins i tot un aprofundiment de la cooperació econòmica entre els dos països. Però una «altra veu» comunista és força més crítica envers el règim turc a través d'una estació ràdio d'Alemanya de l'Est «, Bizim ràdio», que el Partit Comunista turc en exili utilitza com a mitjà de propaganda.

### OTAN
Un enviat especial, M. Van der Stoel, de l'OTAN és enviat durant el mes d'octubre a Turquia per tal d'avaluar la situació. No s'efectua cap declaració de la Secretaria de l'OTAN just després del cop d'Estat.

### Els organismes europeus
Aquestes quatre instàncies europees (de les quals les tres primeres formen part de la Comunitat Europea) tenen opinions divergents. Per ser més precisos, els dos primers organismes fan declaracions més complaents envers Turquia, ja que tenen més poder en política exterior; és sobretot el cas de la declaració comuna dels ministres d'afers exteriors. Pel que fa a la Comissió Europea, això té més a veure amb les relacions comercials i al procés d'integració de Turquia en la CE. Les dues Assemblees europees es mostren molt més crítiques envers Turquia i branden l'amenaça de l'exclusió de Turquia (Consell d'Europa) i la detenció del procés d'integració (Parlament europeu).

#### La Comissió europea
La Comissió Europea declara el 12 de setembre de 1980 que segueix amb la major preocupació l'evolució de la situació i expressa la ferma esperança que els drets humans siguin respectats i les institucions democràtiques ràpidament restaurades.

#### Els ministres d'afers exteriors dels Nou
En el marc d'una reunió en relació amb la cooperació política el 15 de setembre de 1980, fan una declaració comuna en relació amb la situació a Turquia en la qual declaren haver-se assabentat amb preocupació de l'evolució de la situació en aquest país i que prenen nota de les garanties donades per les autoritats militars. En resposta a la resolució del Parlament Europeu, amb data del 18 de setembre, afegeixen que no interrompen el programa d'ajuda financera i de cooperació econòmica amb Turquia, tenint en compte les garanties donades per l'autoritat turca sobre el restabliment de les institucions democràtiques i el respecte dels drets humans.

#### El Parlament europeu
Al final d'un debat sobre els esdeveniments a Turquia, el Parlament Europeu vota el 18 de setembre una resolució en la qual es diu preocupada per l'adveniment d'un poder militar i demanda una sèrie de compromisos de part del govern turc sobre el respecte i el restabliment dels drets humans i de les institucions democràtics, tot afegint que la situació la col·loca en contradicció amb la seva demanda d'integració a la CEE i el seu lloc al si del Consell d'Europa i finalment, apel·len als ministres d'afers exteriors dels Nou per remetre informes sobre la situació de Turquia a les comissions competents del Parlament i també al que es debati en bona i deguda forma.

#### El Consell d'Europa
L'Assemblea parlamentària del Consell d'Europa adopta l'1 d'octubre de 1980 la Recomanació 904 en la qual es manifesta preocupada per la intervenció militar a Turquia i per les seves conseqüències sobre els drets humans i la democràcia. Recorda entre altres la incompatibilitat del règim no democràtic de Turquia amb el seu manteniment al si del Consell i apel·la al govern turc perquè respecti la Convenció europea dels drets humans, que alliberi els polítics i restableixi la democràcia. I finalment apel·la al Comitè dels Ministres perquè supervisi l'evolució de la situació i li recorda que el Comitè està obligat a actuar si Turquia no restableix les institucions democràtiques, en altres paraules que estarà obligada a excloure Turquia del Consell d'Europa.